# Poilão
La Isla de Poilao (en portugués: Ilha de Poilão, también llamada Ilhéu do Poilão) es una de las islas del Archipiélago de Bijagos en el país africano de Guinea-Bisáu. Administrativamente depende del Distrito de Bubaque, en la Región de Bolama.
Es considerada un lugar sagrado para la gente de Bijagós, que no permiten el derrame de sangre humana o animal en la isla. Debido a esta creencia, la isla se ha convertido en un lugar importante en la costa africana para el desove de la tortuga verde.